# اووه برودو
اووه برودو (انگلیسی: Uwe Bredow؛ زادهٔ ۲۲ اوت ۱۹۶۱) بازیکن فوتبال اهل آلمان است.
از باشگاه‌هایی که در آن بازی کرده‌است می‌توان به باشگاه فوتبال لوکوموتیو لایپزیگ اشاره کرد.
وی همچنین در تیم‌های ملی فوتبال زیر ۲۱ سال آلمان شرقی و East Germany Olympic football team بازی کرده‌است.